# Śmierć mężczyzny
Śmierć mężczyzny (tytuł oryginalny: Vdekja e burrit) – albański film fabularny z roku 1992 w reżyserii Lisenko Malaja.

## Opis fabuły
Były ambasador po zakończeniu swojej misji dyplomatycznej przechodzi na emeryturę i powraca do wsi, w której się urodził, a w której nie był od 20 lat. W tym czasie bardzo oddalił się od ludzi, wśród których się wychowywał. Z czasem ucieka od ludzi i zamyka się we własnym domu i obserwuje bawiące się dzieci.

## Obsada
- Sulejman Pitarka jako Dyplomata
- Kadri Roshi jako Bon Duka
- Justina Aliaj jako Mara
- Liza Laska jako żona Bona
- Viktor Gjoka
- Niko Kanxheri
- Ervin Mara
- Ligoraq Riza
- Guljelm Radoja
- Nazim Tole